# Liste der denkmalgeschützten Objekte in Gols
Die Liste der denkmalgeschützten Objekte in Gols enthält die 6 denkmalgeschützten, unbeweglichen Objekte der Gemeinde Gols im Burgenland (Bezirk Neusiedl am See).

## Denkmäler
| Foto |                 | Denkmal                                                                  | Standort                                  | Beschreibung | Metadaten |
| ---- | --------------- | ------------------------------------------------------------------------ | ----------------------------------------- | --- | --- |
| ja   | Datei hochladen | Weinkulturzentrum Gols HERIS-ID: 9870 Objekt-ID: 5921                    | Hauptplatz 20 Standort KG: Gols           | Das barocke Giebelhaus als burgenländischer Langstreckhof aus dem 18. Jahrhundert ist das älteste Gebäude in Gols. Im Keller werden 400 Weine des Ortes präsentiert. Das Erdgeschoß dient Veranstaltungen. Seit 2014 beinhaltet das Gebäude auch ein Museum zum Kinder- und Jugendbuchautor Erwin Moser. | BDA-Hist.: Q16857938 Status: § 2a Stand der BDA-Liste: 2025-06-30 Name: Weinkulturzentrum Gols GstNr.: 225                                    |
| ja   | Datei hochladen | Pfarrhof HERIS-ID: 9869 Objekt-ID: 5920                                  | Hauptplatz 34 Standort KG: Gols           | | BDA-Hist.: Q38051322 Status: § 2a Stand der BDA-Liste: 2025-06-30 Name: Pfarrhof GstNr.: 31, 32                                               |
| ja   | Datei hochladen | Katholische Pfarrkirche hl. Jakobus d. Ä. HERIS-ID: 9868 Objekt-ID: 5919 | Hauptplatz 36 Standort KG: Gols           | Die im 12. und 13. Jahrhundert erbaute romanische Kirche zeigt mit dem massiven Ostturm die ehemalige weitere Funktion als Wehrkirche. | BDA-Hist.: Q16832191 Status: § 2a Stand der BDA-Liste: 2025-06-30 Name: Katholische Pfarrkirche hl. Jakobus d. Ä. GstNr.: 33                  |
| ja   | Datei hochladen | Dreifaltigkeitssäule HERIS-ID: 9872 Objekt-ID: 5923                      | bei Hauptplatz 36 Standort KG: Gols       | Die Dreifaltigkeitssäule rechts neben dem Stiegenaufgang zum Kirchhof der katholischen Pfarrkirche entstand um 1700, sie hat ein ionisches Kapitell und eine plastische Dreifaltigkeit. Die Säule wurde 1976 restauriert. | BDA-Hist.: Q38051367 Status: § 2a Stand der BDA-Liste: 2025-06-30 Name: Dreifaltigkeitssäule GstNr.: 172/1                                    |
| ja   | Datei hochladen | Evangelische Pfarrkirche A.B. HERIS-ID: 9867 Objekt-ID: 5918             | Untere Hauptstraße 6 Standort KG: Gols    | Die Kirche wurde 1818 als schmuckloser turmloser Bau errichtet und 1888 mit Architekt Ludwig Schöne verlängert und mit einem Turm in neoromanistischem Stil versehen. Das bemerkenswerte Altarbild Anbetung der Könige mit der Bezeichnung A 1537 A kopiert einen Holzschnitt von Albrecht Dürer aus 1511. Die Glasfenster gestaltete Hannelore Knittler-Gesellmann (1976). Die Orgel baute Franz Ullmann (1852). | BDA-Hist.: Q16831286 Status: Bescheid Stand der BDA-Liste: 2025-06-30 Name: Evang. Pfarrkirche A.B. GstNr.: 636 Evangelische Pfarrkirche Gols |
| ja   | Datei hochladen | Dreifaltigkeitssäule HERIS-ID: 9873 Objekt-ID: 5924                      | bei Untere Quergasse 15 Standort KG: Gols | Die Dreifaltigkeitssäule an der Bundesstraße zeigt die Jahresangabe 1618 und wurde 1806 restauriert. Die Säule stand ehemals in der Wüstung Zitzmannsdorf und wurde hierher verlegt. | BDA-Hist.: Q38051378 Status: § 2a Stand der BDA-Liste: 2025-06-30 Name: Dreifaltigkeitssäule GstNr.: 118/1                                    |